# Тюнг
Тюнг е река в Азиатската част на Русия, Източен Сибир, Република Якутия (Саха), ляв приток на Вилюй. Дължината ѝ е 1092 km, която ѝ отрежда 39-о място по дължина сред реките на Русия.
Река Тюнг води началото си от североизточната част на Средносибирското плато, на 450 m н.в., в западната част на Република Якутия (Саха). В първите 150 km Тюнг е типична полупланинска река с тясна долина, бързо течение (до 1 m/s), прагове и бързеи, а ширината на руслото не превишава 50 m. След устието на река Етиркан (при 915 km) долината на реката се стеснява, склоновете ѝ стават стръмни, а руслото ѝ изобилства от дълбоко врязани планински меандри с дължина от 6 до 13 km. Появява се тясна (до 250 m) заливна тераса, а ширината на коритото се увеличава до 100 m. След устието на левия приток река Среден Салакут (при 557 km) Тюнг навлиза в северозападната част на Централноякутската равнина и до устието си тече сред силно заблатени райони. В този участък десният бряг е по-висок от левия, заливната тераса се разширява и се появяват характерните равнинни меандри, старици и малки езера. Ширината на коритото достига до 200 m, а скоростта намалява до 0,2 m/s. В последните 148 km от течението на Тюнг наклонът отново се повишава, появяват се бързеи и малки пясъчни острови, ширината на коритото надхвърля 200 m, дълбочината 2 m, а скоростта нараства до 0,6 m/s. Влива отляво в река Вилюй, при нейния 332 km, на 87 m н.в., на 4 km северозападно от град Вилюйск, Република Якутия (Саха).
Водосборният басейн Тюнг има площ от 49,8 хил. km2, което представлява 10,97% от водосборния басейн на река Вилюй и се простира в западната част на Република Якутия (Саха).
Границите на водосборния басейн на реката са следните:
- на запад – водосборните басейни на реките Марха и Тюкян, леви притоци на Вилюй;
- на север и североизток – водосборните басейни на реките Муна и Линде, леви притоци на Лена.

Река Тюнг получава 275 притока с дължина над 10 km, като 8 от тях са с дължина над 100 km:
- 849 → Арга-Тюнг 193 / 3220
- 711 ← Тюнгкян 174 / 3880
- 603 → Чимидикян 299 / 4270
- 514 → Мостах 125 / 767
- 420 → Арга-Хоргочума 136 / 1040
- 362 → Орто-Хоргочума 133 / 1370
- 348 → Хоргочума 153 / 2040
- 83 → Дипа 243 / 5860

Подхранването на реката е смесено, снежно и дъждовно, а ролята на подземното е незначителна. Режимът на оттока се характеризира с високи пролетно-летни води (месец юни), прекъсвано от епизодични големи прииждания в резултат от поройни дъждове. Среден многогодишен отток в долното течение 114 m3/s, което като обем представлява 3,693 km3/год., максимален 2000 m3/s, минимален 0,26 m3/s. Тюнг замръзва в началото на октомври, а се размразява през втората половина на май, което прави около 238 дни. Поради това, че климатът в басейна на реката е изключително суров, рязко континентален, в горното течение тя замръзва до дъно за период от 170 дни.
По течението на река Тюнг няма постоянни населени места.
На около 130 km от устието на реката покрай левият ѝ бряг се намират обширни пясъчни пустини – тукулани, заемащи площ от 167 km2. Те се простират на десетки километри и имат барханоподобни гребени с височина до 5-7 m. Образувани от силните ветрове в далечната ледникова епоха те ся зяемали огромни пространства, но понастоящем съществуват във вид на отделни петна, които постепенно се „поглъщат“ от тайгата.